# Nicolas Wöhrl

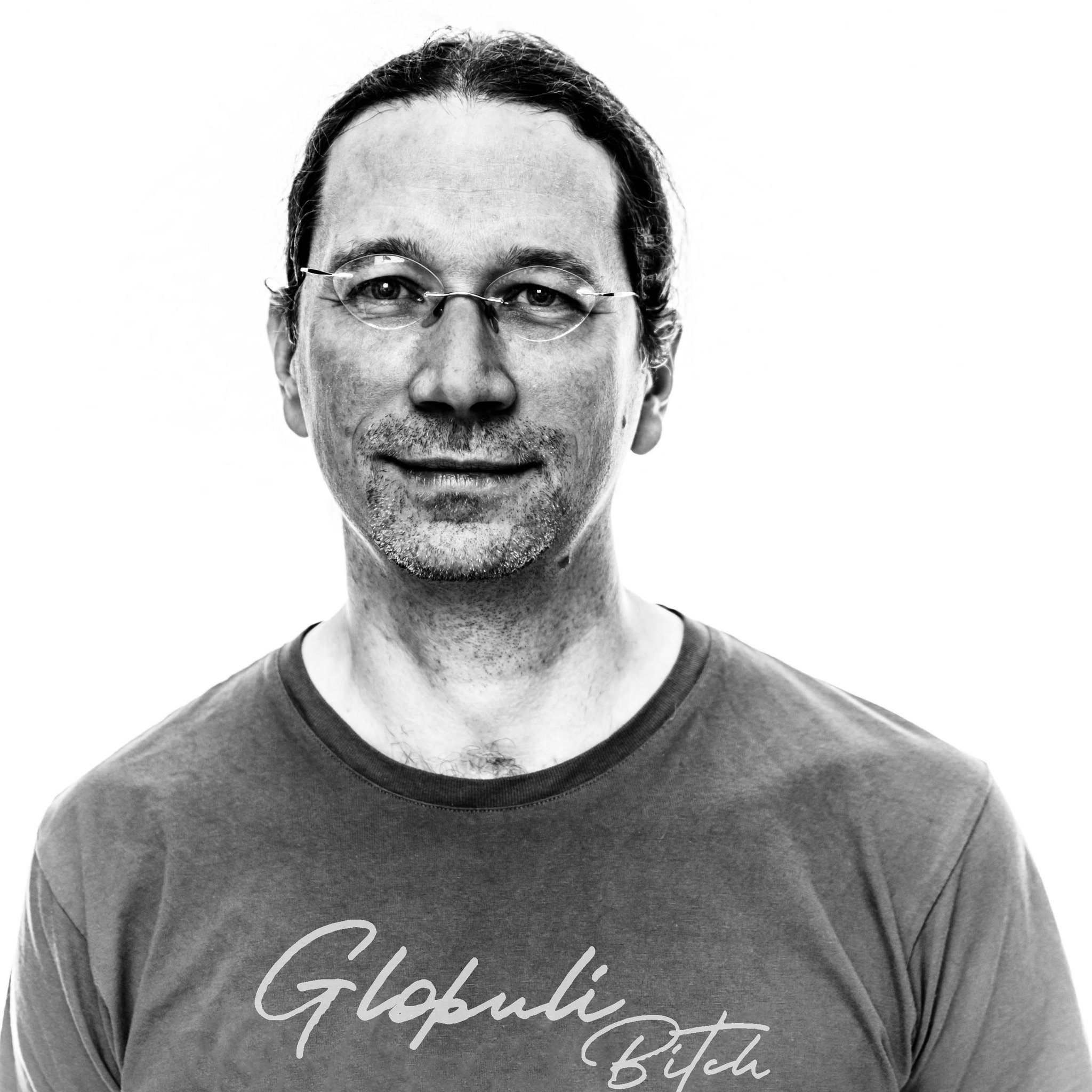
Nicolas Wöhrl 2019

Nicolas Wöhrl (* 25. April 1974 in Recklinghausen) ist ein deutscher Physiker, Wissenschaftskommunikator, Podcaster und Science-Slammer.

## Leben
Nicolas Wöhrl wurde in Recklinghausen als Sohn des Geophysikers Thomas Wöhrl und der Beamtin Magdalene Wöhrl geboren. Er besuchte in Gelsenkirchen Grundschule, Realschule und bis Juni 1993 das Schalker Gymnasium Gelsenkirchen. Nach dem Zivildienst studierte er an der Universität Duisburg-Essen Physik. Seine Abschlussarbeit zum Diplom-Physikingenieur vom September 1999 hatte den Titel „Verbesserung der Biokompatibilität von Stents durch Kohlenstoffbasierte Schichten“. Ein Aufbaustudium zum Diplom-Physiker schloss er im Mai 2003 mit der Diplomarbeit „Erzeugung harter Kohlenstoffschichten mit der Plasmaquelle LARGE“ ab. Im April 2010 erlangte er mit der Doktorarbeit „Synthesis and Characterization of Nanocrystalline Diamond Films“ den akademischen Grad Dr. rer. nat.
Von Juli 2003 bis April 2007 arbeitete Wöhrl als wissenschaftlicher Mitarbeiter bei Volker Buck in der Technischen Physik. Er arbeitete an dem Thema „Abscheidung und Charakterisierung von nanokristallinen Diamantschichten“, führte physikalische Praktika für Mediziner durch und betreute Diplomanden. Von Mai 2007 bis Oktober 2009 arbeitete Nicolas Wöhrl bei der iplas GmbH Troisdorf als leitender Wissenschaftler in der Abteilung Forschung und Entwicklung an der Verfahrensentwicklung für die Plasma-CVD, der Abscheidung homoepitaktisch gewachsener Kohlenstoffschichten und dem Aufbau einer Produktionslinie. Von November 2009 bis Februar 2013 arbeitete Wöhrl als wissenschaftlicher Mitarbeiter bei Volker Buck am Center for Nanointegration Duisburg-Essen an der Universität Duisburg-Essen. Von März 2013 bis Januar 2016 war Wöhrl wissenschaftlicher Mitarbeiter in der Anorganischen Chemie der Universität Duisburg-Essen bei Stephan Schulz. Seit Februar 2016 arbeitet Nicolas Wöhrl in der Experimentalphysik der Universität Duisburg-Essen bei Axel Lorke.
Seit 2013 ist Nicolas Wöhrl Sprecher des „Young Researcher Networks“ (YRN) der Universität Duisburg-Essen.
In seiner Freizeit spielt Nicolas Wöhrl Schlagzeug in der Progressive-Metal-Band „Path Zero“ (zuvor „Requiem“), klettert, und nimmt an Lauf- und Triathlonwettkämpfen teil. Nicolas Wöhrl ist verheiratet und lebt mit seiner Frau und zwei Kindern in Gelsenkirchen.

## Fachgebiet
Nicolas Wöhrls Fachgebiet ist die Synthese und die Charakterisierung (nano)strukturierter Kohlenstoffschichten. Seine Arbeiten an der Universität Duisburg-Essen sind eingegliedert in das „Center for Nanointegration University-Duisburg“ (CENIDE) – den Aktivitäten im Bereich der Nanotechnologie an der Universität Duisburg-Essen. Die Bandbreite reicht dabei von kristallinen Strukturen (Diamant-Einkristalle, nanokristalline Diamantschichten) über niedrig-dimensionale Strukturen (Graphen, Carbon Nanowalls) bis hin zu amorphen Kohlenstoffschichten (a-C, a-C:H). Für die Synthese dieser Strukturen werden sowohl PVD als auch plasmagestützte CVD Verfahren genutzt. Die eingesetzten Anlagekonzepte beinhalten Mikrowellen-, RF- sowie verschiedene Lichtbogenverfahren. Mit diesen Anlagen und Methoden konnte Nicolas Wöhrl wichtige Beiträge zur Entwicklung und Modellierung von Syntheseprozessen dieser Materialien leisten. Unter anderem realisierte er eine der ersten Abscheidungen von Graphen der Direktplasma-Methode in Deutschland.
In seiner Doktorarbeit beschäftigte er sich mit der Erzeugung von nanokristallinen und ultrananokristallinen Diamantschichten mit gezielten Eigenschaften und zeigte dabei, welche Rolle die amorphe Kohlenstoff-Matrix in diesen Schichten auf viele Materialeigenschaften hat.
Im Bereich der einkristallinen Diamantschichten erforscht Wöhrl die Erzeugung und die Eigenschaften oberflächennaher Spin-Zentren in hochreinem Diamant. Dabei untersucht er den Einfluss von Struktur und Terminierung der Oberfläche auf die darunter liegenden Spin-Zentren und ihren Eigenschaften.
2016 arbeitete er an der Miniaturisierung konventioneller Brennstoffzellenkonzepte durch Maximierung elektrochemisch aktiver Oberfläche durch Einsatz von Carbon Nanowalls. Dabei wurden durch den Einsatz innovativer Plasmaprozesse und Katalysator- bzw. Elektrolytmaterialien die Elektroden der Mikrobrennstoffzellen gezielt in ihrer elektrochemischen Leistungsfähigkeit verbessert.
Neben der Materialsynthese gehören auch Oberflächenmodifikationen durch Plasmaverfahren und die Charakterisierung dieser Plasmen mit unterschiedlichen Verfahren wie optischer Emissionsspektroskopie, Massenspektroskopie und Plasmasonden zu seinem Tätigkeitsfeld.

## Wissenschaftskommunikation und Podcast „Methodisch Inkorrekt!“
Über seine Tätigkeit an der Universität hinaus betreibt Nicolas Wöhrl in verschiedenen Bereichen Wissenschaftskommunikation. Er tritt als Experte in Fernsehformaten auf, zum Beispiel „1, 2 oder 3“, Galileo, im WDR Rundfunk oder im Livestream-Kanal von Rocket Beans TV.
Bei verschiedenen Gelegenheiten hat er durch populärwissenschaftliche Vorträge, Science-Slams und in Experimentiershows seine Forschung der interessierten Öffentlichkeit sowohl für Erwachsene als auch für Kinder vorgestellt.
Zusammen mit seinem Kollegen Reinhard Remfort betreibt Nicolas Wöhrl seit dem 8. Mai 2013 den Podcast „Methodisch inkorrekt!“. Dieser erzielte im Januar 2017 etwa 70.000 Downloads pro Episode. Der Podcast belegt regelmäßig Spitzenplätze in den deutschen iTunes-Podcast-Charts. In dem wöchentlich erscheinenden Podcast stellen die beiden Physiker wissenschaftliche Publikationen und Experimente, in China hergestellte technischer Spielereien („China-Gadgets“), Biere und Musik mit meist wissenschaftlichem Bezug vor und erzählen von ihren Erlebnissen als Wissenschaftler seit der vorigen Episode.
Seit 2014 gab es einige Bühnenauftritte des Podcasts, unter anderem als Abendveranstaltung im Rahmen des Chaos Communication Congress.
Nicolas Wöhrl ist Mitbegründer des kuratierten Verzeichnisses von Wissens-Podcasts wissenschaftspodcasts.de, das das Potential von Podcasts für die Wissensvermittlung stärken soll.

## Werke
- Nicolas Wöhrl, Volker Buck: Influence of Hydrogen on the Residual Stress in Nanocrystalline Diamond films. In: Diamond Related Materials. Band 16, Nr. 748, 2007.
- Volker Buck, Nicolas Wöhrl: Tailoring the Matrix in Ultra-Nanocrystalline Diamond Films. In: Jpn. J. Appl. Phys. Band 47, Nr. 8208, 2008.
- Nicolas Wöhrl, Tina Hirte, Oliver Posth, Volker Buck: Investigation of the coefficient of thermal expansion in nanocrystalline diamond films. In: Diamond Related Materials. Band 18, Nr. 224, 2009.
- Rishi Sharma, Nicolas Wöhrl, P. K. Barhai, Volker Buck: Nucleation density enhancement for Nanocrystalline diamond films. In: Journal of Optoelectronics and Advanced Materials. Band 12, Nr. 1915, 2010.
- Nicolas Wöhrl: Synthesis and Characterization of Nanocrystalline Diamond Films. Dissertation. 2010 (englisch, duepublico.uni-duisburg-essen.de [PDF; 49,3 MB]).
- Nicolas Wöhrl, Volker Buck: Die Bedeutung der Matrix bei nanokristallinen Diamantschichten. In: Richard Suchentrunk (Hrsg.): Jahrbuch Oberflächentechnik. Band 66. Eugen G. Leuze Verlag, Bad Saulgau 2010, S. 196–205.
- Nicolas Woehrl, Volker Buck: Ultrananocrystalline Diamond as Material for Surface Acoustic Wave Devices. In: Marco G. Beghi (Hrsg.): Acoustic Waves – From Microdevices to Helioseismology. INTECH Open Access Publisher, Rijeka 2011, ISBN 978-953-307-572-3.
- Nicolas Wöhrl, Volker Buck: Die Bedeutung der Matrix bei nanokristallinen Diamantschichten. In: Galvanotechnik. Band 102, Nr. 12, 2011, ISSN 0016-4232, S. 2748–2757.
- Nicolas Wöhrl, Stephan Schulz, Volker Buck: Gegen den (konventionellen) Strom – Nicht-klassische Thermoelektrika mit nicht-klassischen Verfahren. In: UNIKATE NanoEnergie – Materialentwicklung für eine nachhaltige Energieversorgung. Nr. 43. Universität Duisburg-Essen/Wissenschaftsverlag, Essen 2013.
- Nicolas Wöhrl, Reinhard Remfort, Volker Buck: Erzeugung und Anwendung unterschiedlicher kohlen-stoffbasierter Schichten – von Graphen bis Diamant. In: Galvanotechnik. Band 134, Nr. 8. Eugen G. Leuze Verlag, Bad Saulgau 2014, S. 1750–1756.
- Anna Weber, Reinhard Remfort, Nicolas Woehrl, Wilfried Assenmacher: Chemical vapor deposition of Si/SiC nano-multilayer thin films. In: Thin Solid Films. Band 593. ScienceDirect, 2015, ISSN 0040-6090, S. 44–52.
- Nicolas Wöhrl, Volker Buck, Ulrich Köhler, Dieter Suter: Farbzentren im Kristall. In: UNIKATE, Materials Chain. Nr. 48. Universität Duisburg-Essen/Wissenschaftsverlag, Essen 2016.
- Felix Büsching, Nuria Cerdá-Esteban, Tobias Glufke, Helga Hofmann-Sieber, Sebastian Huncke, Kai Kühne, André Lampe, Lydia Möcklinghoff, Reinhard Remford, Timo Sieber, Nicolas Wöhrl: Ein Science-Slam-Buch. Hrsg.: André Lampe. Lektora, Paderborn 2017, ISBN 978-3-95461-095-2.
- Steven Gottlieb, Nicolas Wöhrl, Volker Buck: Conductive Thin Film CVD: Graphene. In: Monica Powell (Hrsg.): Chemical Vapor Deposition (CVD): Types, Uses and Selected Research. nova science publishing, 2017, ISBN 978-1-5361-0893-4.